# Ryan Manning
 (mars 2018).
Ryan Manning, né le 14 juin 1996 à Galway en Irlande, est un footballeur international irlandais qui évolue au poste d'arrière gauche à Southampton FC.

## Biographie

### En club
Formé à Mervue United, il passe une saison avec eux avant de rejoindre l'équipe de Galway United.
Le 8 janvier 2015, il rejoint les Queens Park Rangers, en D2 anglaise. Le 20 janvier 2017, il prolonge son contrat au club jusqu'à l'été 2019.
Le 16 août 2018, il est prêté à Rotherham United,, mais fin 2019 il revient à QPR.
Le 16 octobre 2020, il est recruté par le Swansea City , il a signé un contrat de trois ans avec le club et portera le numéro 3.
En juillet 2023, il rejoint officiellement le Southampton FC pour une durée de contrat de quatre ans.

### En équipe nationale
Avec les moins de 19 ans, il participe aux éliminatoires du championnat d'Europe des moins de 19 ans, inscrivant un but contre la Slovaquie en mars 2015.
Avec les espoirs, il participe aux éliminatoires du championnat d'Europe espoirs, inscrivant un doublé contre l'Azerbaïdjan en septembre 2017.
Le 14 octobre 2020, il figure pour la première fois sur le banc des remplaçants de l'équipe nationale A, mais sans entrer en jeu, lors d'une rencontre face à la Finlande (victoire 1-0). Le 18 novembre 2020, il reçoit finalement sa première sélection en équipe de république d'Irlande, en étant titularisé contre la Bulgarie (score : 0-0). Ces matchs rentrent dans le cadre de la Ligue des nations.

## Statistiques
| Saison                | Club                    | Championnat           | Championnat | Championnat | Coupe nationale | Coupe nationale | Coupe de la Ligue | Coupe de la Ligue | Total | Total |
| Saison                | Club                    | Division              | M.          | B.          | M.              | B.              | M.                | B.                | M.    | B.    |
| 2013                  | Mervue United           | First Division (D2)   | 28          | 9           | 2               | 0               | -                 | -                 | 30    | 9     |
| Sous-total            | Sous-total              | Sous-total            | 28          | 9           | 2               | 0               | 0                 | 0                 | 30    | 9     |
| 2014                  | Galway United           | First Division (D2)   | 25          | 6           | 1               | 0               | -                 | -                 | 26    | 6     |
| Sous-total            | Sous-total              | Sous-total            | 25          | 6           | 1               | 0               | 0                 | 0                 | 26    | 6     |
| 2014-2015             | Queens Park Rangers     | Premier League        | -           | -           | -               | -               | -                 | -                 | 0     | 0     |
| 2015-2016             | Queens Park Rangers     | Championship          | -           | -           | -               | -               | -                 | -                 | 0     | 0     |
| 2016-2017             | Queens Park Rangers     | Championship          | 18          | 1           | -               | -               | -                 | -                 | 18    | 1     |
| 2017-2018             | Queens Park Rangers     | Championship          | 19          | 2           | -               | -               | 2                 | 0                 | 21    | 2     |
| 2018-2019             | Queens Park Rangers     | Championship          | 9           | 0           | 2               | 0               | 1                 | 0                 | 12    | 0     |
| 2019-2020             | Queens Park Rangers     | Championship          | 41          | 4           | 1               | 0               | 2                 | 1                 | 44    | 5     |
| 2020-2021             | Queens Park Rangers     | Championship          | -           | -           | -               | -               | 1                 | 1                 | 1     | 1     |
| Sous-total            | Sous-total              | Sous-total            | 87          | 7           | 3               | 0               | 6                 | 2                 | 96    | 9     |
| 2018-2019             | Rotherham United (prêt) | Championship          | 18          | 4           | -               | -               | -                 | -                 | 18    | 4     |
| Sous-total            | Sous-total              | Sous-total            | 18          | 4           | 0               | 0               | 0                 | 0                 | 18    | 4     |
| 2020-2021             | Swansea City            | Championship          | 18          | 0           | 3               | 0               | -                 | -                 | 21    | 0     |
| 2021-2022             | Swansea City            | Championship          | 38          | 2           | 1               | 0               | 3                 | 0                 | 42    | 2     |
| 2022-2023             | Swansea City            | Championship          | 31          | 3           | 2               | 0               | 1                 | 0                 | 34    | 3     |
| Sous-total            | Sous-total              | Sous-total            | 87          | 5           | 6               | 0               | 4                 | 0                 | 97    | 5     |
| 2023-2024             | Southampton FC          | Championship          | 26          | 0           | -               | -               | -                 | -                 | 26    | 0     |
| Sous-total            | Sous-total              | Sous-total            | 26          | 0           | 0               | 0               | 0                 | 0                 | 26    | 0     |
| Total sur la carrière | Total sur la carrière   | Total sur la carrière | 271         | 31          | 14              | 0               | 10                | 2                 | 295   | 33    |